# Ptilogyna felix
Ptilogyna felix är en tvåvingeart som först beskrevs av Alexander 1922.  Ptilogyna felix ingår i släktet Ptilogyna och familjen storharkrankar. Inga underarter finns listade i Catalogue of Life.